# Hapalemur griseus
Hapalemur griseus är en primat i familjen lemurer som förekommer på Madagaskar.

## Utseende
Arten når en kroppslängd (huvud och bål) av 24 till 40 cm, en svanslängd av 32 till 40 cm och en vikt mellan 0,7 och 1,0 kg. Pälsen är på ovansidan grå till olivgrå och på buken samt i ansiktet ljusgrå. Svansen är allmänt mörkare och håren kring ansiktet är mera kastanjebrun. Med de jämförelsevis långa bakbenen kan den hoppa långt.

## Utbredning och habitat
Lemurens utbredningsområde ligger huvudsakligen på östra Madagaskar. Nyare studier antyder att vissa populationer av halvmakier på västra Madagaskar ska räknas till denna art. I regioner med flera olika halvmakier finns ofta hybrider och därför är utbredningsområdets gränser inte helt utredd. Habitatet utgörs av regnskogar som är rik på bambu. Arten vistas i låglandet och i upp till 1 600 meter höga bergstrakter.

## Ekologi
Denna primat livnär sig huvudsakligen av bambu och äter dessutom blad av andra växter, blommor och frukter. Vissa delar av bambu är giftiga. Troligen äter lemuren huvudsakligen unga växtskott för att undvika de giftiga ämnena. Angående aktivitetstiden finns olika uppgifter. Overdorff et. al. (1997) skriver att arten är bara aktiv på dagen medan den enligt andra studier kan vara aktiv på natten.
Hapalemur griseus bildar flockar av omkring nio individer som består av en hanne, upp till två honor och deras ungar. De har olika skrik för kommunikationen. Gruppen har ett revir som markeras med körtelvätska. Parningen sker vanligen mellan oktober och januari. Dräktigheten varar omkring 140 dagar och sedan föds vanligen ett enda ungdjur. I början sitter ungen i honans mun när modern rör sig och senare rider den på moderns rygg eller väntar i ett gömställe. Honan slutar efter fyra månader med digivning och alla ungar som blev könsmogna lämnar flocken. Under människans uppsikt går livslängden upp till 17 år.

## Status
Arten jagas och den fångas även för att hålla den som sällskapsdjur. Ett annat hot är habitatförstörelse genom svedjebruk. IUCN listar Hapalemur griseus som sårbar (VU).